# داميان براون
داميان براون (بالإنجليزية: Damien Brown)‏ (12 يناير 1975 بغوسفورد في أستراليا - ) هو لاعب كرة قدم أسترالي في مركز الوسط. لعب مع سنترال كوست مارينرز وليك ماكوياري أفسي ونيوكاسل يونايتد جتس وكانبرا كوزموز ‏ ونادي بلاكتاون سيتي وباراماتا باور ‏.

## وصلات خارجية
- داميان براون على موقع قاعدة بيانات كرة القدم.إي يو (الإنجليزية)
- داميان براون على موقع Soccerway.com (الإنجليزية)